# Corte de Apelaciones de los Estados Unidos para el Circuito del Distrito de Columbia

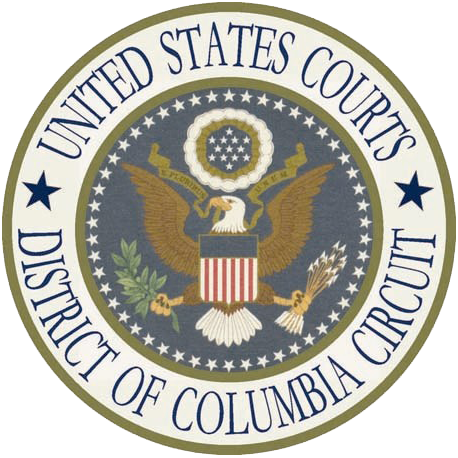
Sello de la Corte de Apelaciones de los Estados Unidos para el Circuito del Distrito de Columbia

La Corte de Apelaciones de los Estados Unidos para el Circuito del Distrito de Columbia (en inglés, United States Court of Appeals for the District of Columbia Circuit; citada como D.C. Cir.), conocida como el "'Circuito D.C.'", es un tribunal federal de apelaciones con competencia en materia de recursos de apelación deducidos respecto a decisiones de la Corte del Distrito de Columbia. 
Las apelaciones del Circuito D.C., como también con todas las Cortes de Apelaciones de Estados Unidos, son conocidas mediante una base discrecional por la Corte Suprema. No debe ser confundida con la Corte de Apelaciones del Distrito de Columbia, que es hasta cierto punto equivalente a una corte suprema estatal en el Distrito de Columbia.
- Datos: Q2918178
- Multimedia: United States Court of Appeals for the District of Columbia Circuit / Q2918178